# Dieterich Buxtehude
Dieterich Buxtehude (pogosto zapisano tudi Dietrich), nemški skladatelj in organist, * med 1637 in 1639, † 9. maj 1707, Lübeck, Nemčija.
Bil je eden največjih skladateljev zgodnjega baroka. Danci ga imajo za svojega rojaka, Nemci pa ga prištevajo k svojim skladateljem.
Buxtehude je bil od 1668 do svoje smrti organist v Lübecku. Napisal je mnogo orgelskih skladb in slovel kot izvrsten orgelski virtuoz in improvizator. Mladi Johann Sebastian Bach je leta 1705 romal peš tri tedne v Lübeck, da je slišal njegovo orglanje.
Buxtehude je prirejal v Marijini cerkvi v Lübecku vsako leto zadnje nedelje pred božičem cerkvene koncerte (Abendmusiken), za katere je zložil veliko kantat. Medtem ko so orgelske skladbe napisane v stilu severno nemškega baroka, se kažejo v njegovi vokalni glasbi italijanski vplivi. Buxtehude tako predstavlja vezni člen med glasbo Heinricha Schütza in veliko nemško, baročno trojko.